# Az ablak (Így jártam anyátokkal)
Az ablak az Így jártam anyátokkal című amerikai televíziós sorozat ötödik évadának tizedik epizódja. Eredetileg 2009. december 7-én mutatták be, míg Magyarországon 2010. október 18-án.
Ebben az epizódban végre egyedülálló lesz a lány, akivel Ted mindig is össze akart jönni. Ahhoz, hogy ez működjön, versenyt kell futnia az idővel. Barney egy kihívás keretében overallban akar becsajozni, Marshall pedig egy saját magának írt levél tartalmával birkózik.

## Cselekmény
Az epizód elején Ted rejtélyes hívást kap egy idős hölgytől, aki annyit mond csak neki, hogy nyitva az ablak. Erre elrohan egy házhoz, amelyről később azt mondja a bárban a többieknek, hogy itt egy Maggie nevű lány lakik. Maggie-vel régóta szeretett volna randizni (mert ő az a tipikus "szomszéd lány" típus), azonban ő híres arról, hogy párkapcsolatban él, de csak nagyon rövid ideig egyedülálló, mert akkor összejön valakivel, akivel aztán még hosszabb ideig van együtt és így tovább. Megkéri a szomszédot, Mrs. Dougles-t (aki telefonált), hogy azonnal jelezzen neki, ha Maggie egyedülálló, hogy azonnal összejöhessen vele. A sietség nem mellékes körülmény, mert általában nem sokáig egyedülálló. Ezért leszervez egy randit a bárban, de úgy, hogy oda is női taxisofőr hozza, biztos ami biztos. Csakhogy ekkor Robin emlékezteti arra, hogy délután még meg kell tartania az egyetemen az óráját is, ezért elrohan, és Maggie-t rábízza Lilyre és Marshallra.
Miközben Tedet az osztálya bátorítja, hogy találja meg újra az igaz szerelmet, Marshall az anyjától kapott gyerekkori cuccai között válogat. Talál egy levelet, amit a fiatalkori énje írt neki 1993-ból. A 14 éves lófarkas, overallos Marshall reméli, hogy a jövőbeli Marshallnak drága kocsija lesz, szexi felesége, és hogy sosem adja el magát. Marshall szerint azzal, hogy a GNB-nek dolgozik, már eladta magát, és bánatában elrohan, Lily pedig utána, egyedül hagyva Robint Maggie-vel. Ekkor Maggie egyik munkatársa, Jim, váratlanul megjelenik, és rástartol a lányra. Robin szemérmetlenül rámozdul, noha Jim tőle egyébként nem akarna semmit, és mindent bevet, hogy távol tartsa tőle. Robin kénytelen Maggie-t Barneyra bízni, aki ekkor egy overallban van, elfogadott ugyanis egy kihívást, hogy ebben fog csajozni, sikertelenül. Mire Ted visszaér, már azt látja, hogy Barney és Jim egymással versenyezve hajtanak Maggie-re.
Miközben hárman azon veszekednek, melyikük érdemli meg őt jobban, Robin csendben hazaviszi a lányt. Mikor ez feltűnik nekik, odamennek a lakására, de ekkor látják meg, hogy Maggie már összejött valakivel – a gyerekkori barátjával, aki a tipikus "szomszéd srác" volt. Jövőbeli Ted elmeséli, hogy a történetük a második legszebb szerelmes sztori volt, amit valaha hallott. Ennek hatására Ted úgy dönt, készen áll megtalálni az igaz szerelmet, Barney pedig, hogy teljesítse az overallos kihívást, lefekszik Mrs. Douglas-szel.
Lily a GNB-hez rohan, úgy gondolva, hogy Marshall most ott lehet. Aztán ahogy elolvassa a levelet, rájön, hogy Marshall kosarazni is nagyon szeretett. A GNB kosárpályáján találja meg, ahol azon kesereg, hogy semmit nem ért el abból, amit szeretett volna. Lily szerint így is csodálatos életük van. Marshall megpróbál kosárra dobni, sikertelenül, és megsérül. Lily megvigasztalja, és utána szexelnek az irodában.
Marshall visszamegy a bárba, hogy írjon egy levelet a 29 évvel későbbi énjének. Arra kéri, hogy ha létezik az időutazás, bizonyítsa neki valahogy. Ekkor megjelenik Lily egy tál csípős csirkeszárnnyal, amit valaki visszaküldetett, mert túl csípős. Marshall befejezi a levelet azzal, hogy addig, míg Lily mellette van, minden rendben lesz. Eközben a bár másik oldalán egy öreg Marshall látható, ő küldette vissza a szárnyakat.

## Kontinuitás
- Marshall ismét attól lesz bánatos, hogy nem érte el az életben azt, amit szeretne. ("Élet a gorillák között", "Én nem az a pasi vagyok", "Ordításlánc")
- Barney azt mondja Tednek, hogy ők tesók, megbízhat benne, még úgy is, ha korábban voltak incidensek ("Homokvárak a homokban")
- A "Háromnapos havazás" című részben Lily képzeletében olyan nő jelent meg Marshall mellett, mint aki pont úgy néz ki, ahogy a fiatal Marshall leírta ebben a részben.
- Marshall balettcsípője és beceneve, a Vanília Villám "A lehetségtelen" című részben is szerepeltek.

## Jövőbeli visszautalások
- Barney a "Dadagondok" című részben is egy idős nővel fekszik le.

## Érdekességek
- Az epizód elején Robin a Hetedik című filmet utánozza, amikor felkiált, hogy mi van a dobozban.
- A Maggie-t játszó Joanna Garcia szerepelt Jason Segel másik sorozatában, a "Különcök és stréberek"-ben. Férje, Nick Swisher "A tökéletes hét" című epizódban vendégszerepelt.
- A "Közbelépés" és az "Időutazók" című részben már szerepelt az időutazás, azonban az első részben ez csak Barney trükkje volt, a másik epizódban pedig Ted képzeletének szüleménye. Itt láthatóan működik a valóságban is.

## Zene
- Grizzly Bear - Two Weeks
- Snow - Informer

## Vendégszereplők
- Joanna García - Maggie Wilks
- Jamie Kaler - Jim
- Charlene Amoia - Wendy, a pincérnő
- Alec Medlock - pincér
- Barbara Perry - Mrs. Douglas
- Matthew Moy - Louis
- Marieve Herington - Betty
- George Finn - Jamie
- Jay Lay - a világ legkedvesebb sráca
- Michael Spellman - Adam